# Fritz Steinbach
Fritz Steinbach   (Grünsfeld, 17 de juny de 1855 - Múnic, 13 d'agost de 1916) va ser un director i compositor alemany.

## Biografia
Fritz Steinbach provenia d'una família de músics de Baden. Va estudiar al Conservatori de Leipzig i a Viena amb Gustav Nottebohm (teoria i contrapunt) i Anton Door (piano). De 1874 a 1878 va ser becari de la Fundació Mozart de Frankfurt. Després de treballar inicialment com a compositor, va començar la seva carrera com a director d'orquestra a Magúncia el 1879 com a segon director. Després va treballar com a professor de composició i contrapunt al Conservatori Hoch de Frankfurt del Main. Steinbach havia aspirat originàriament a una carrera com a compositor, però ara es va consolidar cada cop més com a director d'orquestra.

## Director musical de la cort de Meiningen
El 1886, Fritz Steinbach es va fer càrrec de l'orquestra de la cort de Meiningen de mans de Richard Strauss durant 17 anys com a director de la cort, que Hans von Bülow havia convertit anteriorment en una orquestra d'elit entre 1881 i 1885. A Meiningen, Fritz Steinbach va treballar estretament amb Johannes Brahms, que va ser convidat del duc Jordi II i de l'orquestra de la cort un total de 15 vegades entre 1881 i 1896. Steinbach es va convertir així en el director d'orquestra del Brahms més conegut, havent interpretat les obres de Brahms amb diferència. En fer-ho, va ampliar encara més la bona posició de Brahms en el món dels concerts i va establir un programa especial d'atenció de Brahms a la ciutat de Meiningen que continua fins avui.
Steinbach pretenia elevar el perfil de la ciutat residencial de Meiningen en una ciutat de Brahms basada en el model de Bayreuth, que incloïa la construcció d'una sala de concerts de Brahms amb un conservatori annex. Amb aquest propòsit, va iniciar tres exitosos festivals de música estatals de Meiningen de Saxònia-Meiningen el 1895, 1899 i 1903, adaptats a les obres de Brahms, que van atreure nombrosos coneixedors de Brahms i van rebre una gran atenció al món musical europeu. El 1895 el mateix Johannes Brahms va ser present com a convidat d'honor. Sota la direcció de Fritz Steinbach, l'orquestra va tornar a fer gira a partir de 1897 i va oferir 297 actuacions convidades a 85 ciutats de Suïssa, Holanda, Dinamarca, Anglaterra i Bohèmia. Steinbach va tenir un paper clau en la construcció del primer monument alemany a Brahms, construït l'any 1899 per l'escultor Adolf von Hildebrand a Meiningen.
Els grans concerts simfònics corals amb la participació de conjunts de tot el ducat van ser una característica definitòria del seu mandat. Steinbach va dirigir l'estrena a Meiningen de la Passió segons sant Mateu de Johann Sebastian Bach el 1890. Amb la seva edició dels Concerts de Brandenburg va fer una contribució a la preservació de Bach.

## Trasllat a Colònia

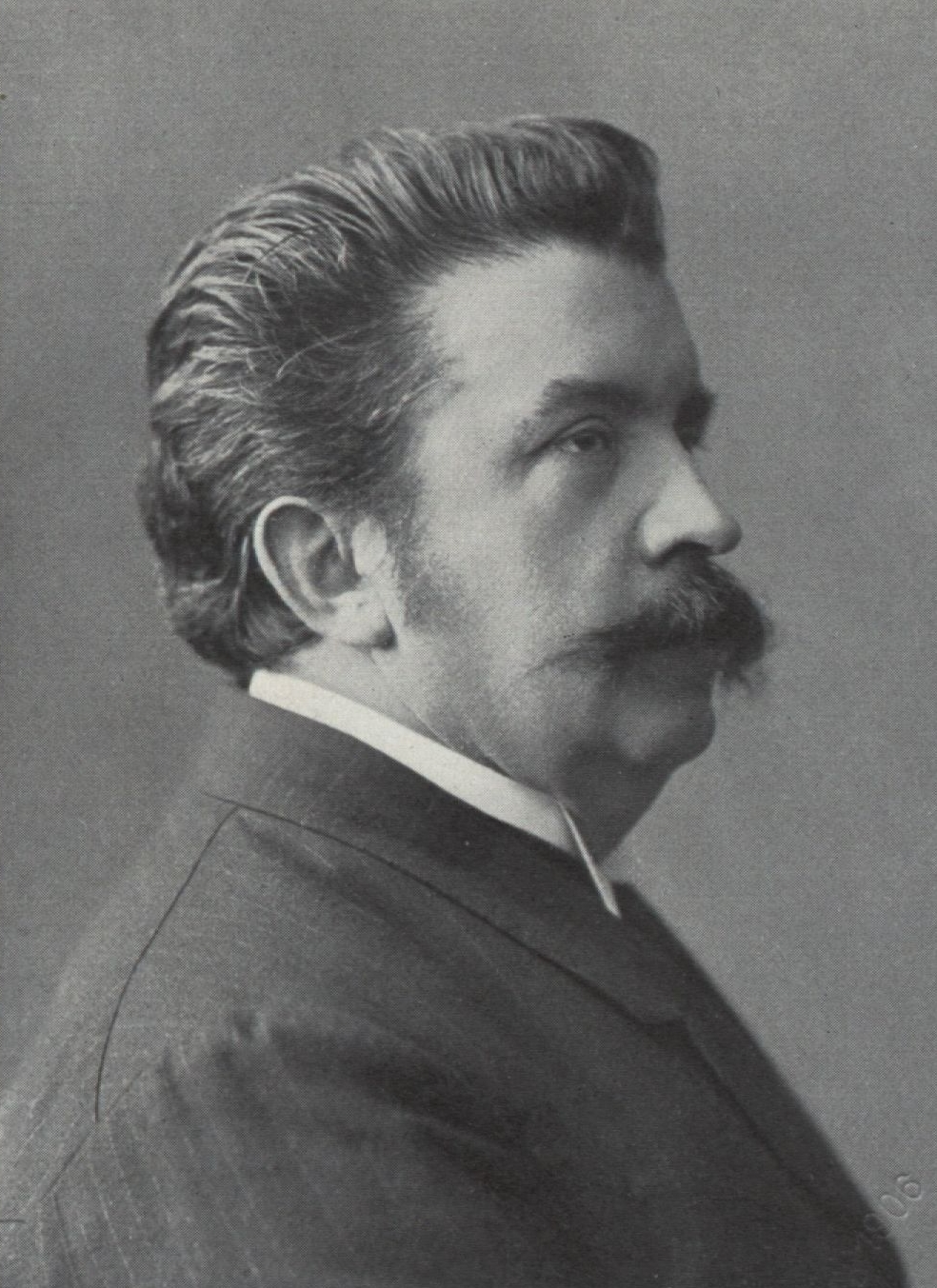
Fritz Steinbach en una fotografia de Colònia

Els seus plans per a un conservatori van fracassar. No va ser fins al 2021 que una escola de música de Meiningen va ser elevada a l'estatus de Conservatori Max Reger, que porta el nom d'un dels seus successors, Max Reger.
Fritz Steinbach es va traslladar a l'Orquestra Gürzenich de Colònia a principis de 1903 i va esdevenir director del Conservatori de Colònia. Allà va ensenyar composició i direcció d'orquestra fins al juliol de 1914. Entre els seus alumnes hi havia Alfred Hoehn, Hans Knappertsbusch, Fritz Busch, el seu germà Adolf Busch, Eduard Zuckmayer i Franz Mittler.

## Munic
Fritz Steinbach es va retirar més tard a Munic, on va morir d'un atac de cor el 1916. La seva tomba al cementiri forestal de Munic va ser arrasada. Va ser membre de la Lògia maçònica de Maguncia Els Amics d'Eintracht.
L'obra valenta de Fritz Steinbach per a Johannes Brahms i per a la cultura del concert romàntic tardà dels segles xix i xx només es pot trobar en alguns documents avui dia. Tanmateix, els programes de concerts i altres fonts sobre la seva obra orquestral encara es conserven als museus de Meiningen. Uns altres dels seus papers es conserva a la Biblioteca Universitària de Basilea.

## Obres (selecció)
- Opus 1, Tres cançons per a una veu cantant amb acompanyament de piano
- Opus 2, King Shield de H. Köpert. Balada per a veu de baix amb acompanyament de piano
- Opus 3, Quatre peces per a piano:
  - No. 1 Somiar i despertar
  - No. 2 Feliç començament
  - No. 3 Minnesong
  - No. 4 Sota el til·ler.
- Opus 4, Serenata: "Russela tranquil·lament als arbres" per a baryton amb acompanyament de piano
- Opus 5, Quatre cançons d'Ernst Veit per a una veu cantant amb acompanyament de piano
- Opus 7, Septet La major per a oboè, clarinet, trompa, violí, viola, violoncel i piano, editorial Schotts Söhne, Mainz, 1882.
- Opus 8, cançons i cants per a una veu cantant amb acompanyament de piano
- Opus 9, cançons i cants per a una veu cantant amb acompanyament de piano
- Opus 10, Achievements-Ersungen, cicle de cançons i cants per a una veu cantant amb acompanyament de piano